# CKUA Radio Network

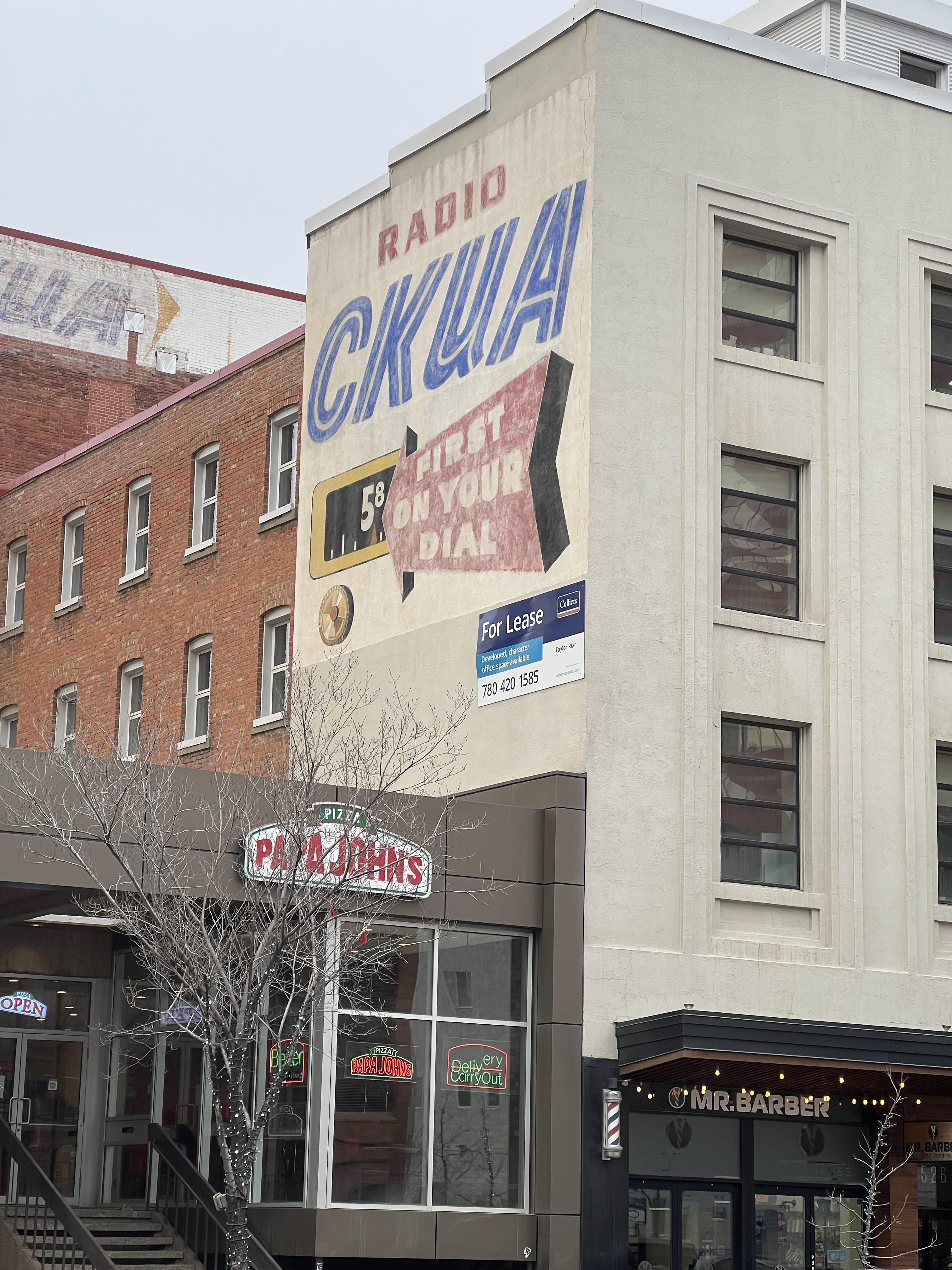
Werbung für CKUA Radio Network (2023)

CKUA Radio Network ist ein Public-Radio-Netzwerk in der kanadischen Provinz Alberta.
Ursprünglich wurde das Programm auf Mittelwelle ausgestrahlt (siehe CKUA-AM). Heute sendet CKUA auf UKW: CKUA-FM in Edmonton ist die Hauptstation, über die Provinz verteilt gibt es 15 Umsetzer.